# Primera Liga de Croacia 2015-16
La Prva HNL 2015-16, fue la vigésima quinta edición de la Primera División de Croacia, desde su establecimiento en 1992. El torneo inició el 10 de julio de 2015, y finalizó el 14 de mayo de 2016. El Dinamo Zagreb logró ser el campeón, llegando así a su undécimo título consecutivo.
Al final de la temporada anterior Zadar fue el equipo descendido, poniendo fin a su racha de ocho temporadas en la máxima categoría. Fueron reemplazados por Inter Zaprešić, quien regresó a nivel superior después de pasar dos temporadas en la segunda liga.

## Formato de competición
En esta edición, tal como en la anterior, se disputó con 10 equipos y se jugó en un formato con cada equipo jugando contra todos cuatro veces en 36 rondas.
El club con más puntos al término de la liga se proclamó campeón, y obtuvo derecho a disputar la Liga de Campeones de la UEFA, partiendo de la segunda fase de clasificación. El segundo jugará la UEFA Europa League desde la segunda ronda preliminar, al igual que el campeón de la Copa de Croacia, mientras que el tercero también se clasifica y partirá de la primera ronda.
El último clasificado descendió directamente a la Druga HNL y es sustituido por el campeón de ésta, mientras que el penúltimo lugar accede a la fase de Promoción por el descenso en donde enfrentara al equipo que termine en segundo lugar en la Druga HNL .

## Equipos
El 20 de abril de 2015, la Federación Croata de Fútbol anunció que se completó la primera etapa del procedimiento de concesión de licencias para la temporada 2015-16, solo seis clubes obtuvieron una licencia de nivel superior: Dinamo Zagreb, Hajduk Split, Lokomotiva, Rijeka, Slaven Belupo y NK Zagreb. Estos clubes también obtuvieron una licencia para participar en competiciones de la UEFA.

En la segunda etapa del procedimiento de concesión de licencias, los clubes que no recibieron una licencia apelaron la decisión y proporcionaron nuevos hechos y argumentos. El 20 de mayo de 2015, se anunció que todos los clubes restantes de la Prva HNL exceptuando al Zadar se les concedió la licencia de nivel superior. Además, Istra 1961 y RNK Split obtuvieron una licencia para las competiciones de la UEFA. Solo tres equipos de Druga HNL adquirieron la licencia de nivel superior:. Inter Zaprešić, Sesvete y Hrvatski Dragovoljac, en estos dos últimos teniendo que jugar fuera de sus lugares de origen.

### Estadios y ciudades
| Club              | Ciudad     | Estadio                   | Capacidad |
| ----------------- | ---------- | ------------------------- | --------- |
| Dinamo Zagreb     | Zagreb     | Estadio Maksimir          | 38.000    |
| Hajduk Split      | Split      | Estadio Poljud            | 35.000    |
| Inter Zaprešić    | Zaprešić   | Stadion NK Inter Zaprešić | 4.528     |
| Istra 1961        | Pula       | Estadio Aldo Drosina      | 9.200     |
| Lokomotiva Zagreb | Zagreb     | Estadio Maksimir          | 38.000    |
| Osijek            | Osijek     | Estadio Gradski vrt       | 22.050    |
| Rijeka            | Rijeka     | Estadio Kantrida          | 12.600    |
| Slaven Belupo     | Koprivnica | Gradski stadion           | 4.000     |
| Split             | Split      | Estadio Park mladeži      | 4.075     |
| Zagreb            | Zagreb     | Stadion Kranjčevićeva     | 8.000     |

## Clasificación
- Actualizado el 14 de mayo de 2016.[3][4]

|                 |     | Equipo            | PJ | PG | PE | PP | GF | GC | Dif. | Pts. |
| --------------- | --- | ----------------- | -- | -- | -- | -- | -- | -- | ---- | ---- |
| Clasificó a UCL | 1.  | Dinamo Zagreb (C) | 36 | 26 | 7  | 3  | 67 | 19 | +48  | 85   |
| Clasificó a UEL | 2.  | Rijeka            | 36 | 21 | 14 | 1  | 56 | 20 | +36  | 77   |
| Clasificó a UEL | 3.  | Hajduk Split      | 36 | 17 | 10 | 9  | 46 | 28 | +18  | 61   |
|                 | 4.  | Lokomotiva Zagreb | 36 | 16 | 4  | 16 | 56 | 53 | +3   | 52   |
|                 | 5.  | Inter Zaprešić    | 36 | 11 | 14 | 11 | 39 | 48 | -9   | 47   |
|                 | 6.  | Split             | 36 | 10 | 16 | 10 | 28 | 29 | -1   | 46   |
|                 | 7.  | Slaven Belupo     | 36 | 10 | 12 | 14 | 41 | 42 | -1   | 42   |
|                 | 8.  | Osijek            | 36 | 7  | 13 | 16 | 27 | 49 | -22  | 34   |
|                 | 9.  | Istra 1961        | 36 | 4  | 12 | 20 | 23 | 58 | -35  | 24   |
|                 | 10. | Zagreb            | 36 | 3  | 8  | 25 | 27 | 64 | -37  | 17   |

|  | Campeón y clasificado a la Liga de Campeones de la UEFA 2016-17. |
|  | Clasificados a la Liga Europea de la UEFA 2016-17.               |
|  | Playoffs Promoción-descenso.                                     |
|  | Descendió a la Druga HNL 2016/17.                                |

## Promoción
| 29 de mayo de 2016, 19:00 (UTC+1) | HNK Šibenik | 1:1 (0:1) | Istra 1961 | Stadion Šubićevac, Šibenik                             |                                                        |
|                                   | Šare 87'    | Reporte   | Trojak 18' | Asistencia: 4.000 espectadores Árbitro(s): Bruno Marić | Asistencia: 4.000 espectadores Árbitro(s): Bruno Marić |

| 1 de junio de 2016, 20:15 (UTC+1)                                                                                             | Istra 1961                                                 | 1:1 (0:0) (5:4 p.)         | HNK Šibenik                                                 | Estadio Aldo Drosina, Pula                            |                                                       |
| | Mišić 51'                                                  | Reporte                    | Šare 49'                                                    | Asistencia: 3.500 espectadores Árbitro(s): Fran Jovic | Asistencia: 3.500 espectadores Árbitro(s): Fran Jovic |
| |                                                            | Tiros desde el punto penal |                                                             |                                                       |                                                       |
| | Zlomislić · Grzan · Mihaljević · Durić · Da Silva · Bouhna |                            | Plazonić · Vukorepa · Grković · Alispahić · Barać · Collins |                                                       |                                                       |
| El NK Istra 1961 se mantiene en la Primera División después de disputar una tanda de penales tras un resultado global de 2:2. |                                                            |                            |                                                             |                                                       |                                                       |

Istra 1961 logra la permanencia en Primera División.

## Máximos Goleadores
| Pos.                                      | Jugador             | Equipo            | Goles |
| ----------------------------------------- | ------------------- | ----------------- | ----- |
| 1°.                                       | Ilija Nestorovski   | Inter Zaprešić    | 25    |
| 2°.                                       | Muzafer Ejupi       | Slaven Belupo     | 16    |
| 3°.                                       | Roman Bezjak        | Rijeka            | 13    |
| 4°.                                       | Armin Hodžić        | Dinamo Zagreb     | 13    |
| 5°.                                       | Franko Andrijašević | Lokomotiva Zagreb | 12    |
| 6°.                                       | Junior Fernandes    | Dinamo Zagreb     | 12    |
| 7°.                                       | Tino-Sven Sušić     | Hajduk Split      | 12    |
| 8°.                                       | Gabrijel Boban      | Zagreb            | 10    |
| Última actualización: 14 de mayo de 2016. |                     |                   |       |